# Ахмедли, Сабир Магомед оглы
Ахмедли, Сабир Магомед оглы (азерб. Əhmədli Sabir Məhəmməd oğlu; 10 июль 1930, Джебраильский район — 17 апрель 2009, Баку) — азербайджанский писатель, публицист, член Союза Писателей Азербайджана, (1955) Заслуженный деятель искусств Азербайджанской ССР (1984), Народный Писатель Азербайджана (1992), Лауреат президентской премии.

## Биография и творчество
Сабир Ахмедли родился 10 июля 1930 года в селе Джебраил Джебраильского района Азербайджана. После окончания средней школы в 1946-1951 годах он учился на факультете филологии Азербайджанского государственного университета.
В период с 1951 по 1954 годы он занимал должность учителя в Джебраиле, а с 1955 по 1956 годы был директором средней школы в селе Шукюрбейли. Он работал литературным работником, директором отдела прозы (1956-1993), а затем главным редактором (1993-1996) в редакции газеты "Литература и искусство".
С 1955 года является членом Союза писателей Азербайджана. Сабир Ахмедли был избран председателем комиссии литературной премии имени Мирза Фатали Ахундова Союза писателей Азербайджана.
Литературная деятельность началась в 1951 году с публикации рассказа "Почтальон" в журнале "Пионер". Он регулярно публиковал художественные произведения и публицистические статьи в различных периодических изданиях. В 1961 году вышла его книга "Один осенний вечер". В 1989 году издательством "Азернешр" были опубликованы двухтомные собрания его работ. Его произведения были переведены на языки бывших республик СССР и других стран.
Сабир Ахмедли был братом героя Второй мировой войны Джамиля Ахмедова.
Сабир Ахмедли умер 17 апреля 2009 года в Баку.

## Награды, звания и премии
- Медаль «За трудовую доблесть» (1975)
- Звание "Заслуженный деятель искусств Азербайджанской ССР" (1984)
- Лауреат литературной премии "Золотой колос" (1991)
- Звание «Народный писатель Азербайджана» (1992)[4]
- Орден Дружбы народов
- Орден Трудового Красного Знамени
- Персональная стипендия Президента Азербайджанской Республики (11 июня 2002 года)[5]

## Фильмография
Сабир Ахмедли является сценаристом художественного фильма Хочу жениться (1983), снятого по мотивам произведения классика азербайджанской литературы Абдуррагим-бека Ахвердова.

## Сочинения
- Роман "Аран" (1962)
- "Столбы" (1964)
- "Признак на склоне" (1973)
- "Тогана" (1981)
- "Лодки на озере Ясамал" (1984)
- Рассказы "Синий зонтик" (1984)
- "Возвращение ушедших"
- "Толпа" (1999)
- "Жена одного лота"
- "Поцелуй меня, я поцелую тебя"
- "Наказание за любовь"
- "Невидимая волна"
- "Аршин мира" (1985)
- "Январьские рассказы"